# لاهالاتيات
اللاهالاتيات (الاسم العلمي: Anareolatae) هي دون رتبة من الحشرات تتبع رتيبة شبحيات حقيقية من رتبة الشبحيات.

## التصنيف
- الشبحات
  - الشبحاوات
    - الشبحاوية